# Haletta semifasciata
O Haletta semifasciata, conhecido por Peixe-lápis das algas azul, é um peixe marinho do gênero Haletta da família Odacidae. Os machos são verdes com manchas azuis e as fêmeas podem ser encontradas marrons com manchas pretas ou verde-limão com machas pretas. São endêmicos da Austrália. Seus habitats são planices de plantas-marinhas do gênero Zostera e águas-rasas estuarinas.